# لتسی سوم لسوتو
لتسی سوم (به انگلیسی: Letsie III؛ متولد ۱۷ ژوئیهٔ ۱۹۶۳ با نام دیوید محاتو برینگ سیزو به انگلیسی: David Mohato Bereng Seeiso) پادشاه فعلی لسوتو است. او در سال ۱۹۹۰ پس تبعید پدرش موشوئشوئه دوم (به انگلیسی: Moshoeshoe II) به پادشاهی رسید. پدر به سرعت در سال ۱۹۹۵ به قدرت برگشت اما به زودی در یک تصادف اتومبیل در اوایل سال ۱۹۹۶ کشته شد و لتسی دوباره پادشاه شد. وظایف او به عنوان پادشاه یک سلطنت مشروطه در لسوتو تا حد بسیاری تشریفاتی است. او در سال ۲۰۰۰ ایدز در لسوتو را به عنوان یک فاجعه طبیعی اعلام کرد که موجب واکنش فوری ملی و بین‌المللی به این بیماری همه‌گیر شد.